# Мамедова, Зумруд Мовлуд кызы
 Зумруд Мовлуд кызы Мамедова (азерб. Zümrüd Mövlud qızı Məmmədova; род. 18 апреля 1956, Икинджи Нюгеди, Кубинский район) — азербайджанская певица и артистка, лауреат международных конкурсов, лауреат президентской стипендии (2006), доцент, научный работник Бакинской музыкальной академии, солист оркестра Министерства обороны. Народная артистка Азербайджанской Республики (2003).

## Биография
Зумруд Мамедова родилась 18 апреля 1956 года в селе Икинджи Нюгеди Губинского района. Её отец, Мовлуд, был историком и музыкантом-таристом, а мать, Амина, была преподавателем литературы, а также скульптором и художником. Зумруд, старшая дочь в семье, получила музыкальное образование в Бакинском музыкальном училище имени Асафа Зейналлы и параллельно изучала медицину в медицинском училище. Позже она поступила в Азербайджанский государственный университет культуры и искусств, где получила диплом с отличием.
Зумруд Мамедова впервые вышла на профессиональную сцену в 1974 году, и с тех пор она с успехом выступала в различных городах и районах Азербайджана, а также на международных фестивалях. Её творчество заслужило признание за рубежом, где она представляла азербайджанскую национальную музыку и мугамы. Зумруд Мамедова участвовала в фестивалях во многих странах, таких как Япония, США, Франция, Норвегия, Швеция, Австрия, Германия, а также в различных арабских и африканских странах. За свой вклад в развитие культуры и искусства она была удостоена различных наград, включая Медаль Дружбы народов во Вьетнаме (1980), приз зрительских симпатий на фестивале Min-On в Японии (1989), лауреата фестиваля в Норвегии (1984), лауреата Бабилона в Ираке (1989) и многие другие.
С 1993 года Зумруд Мамедова является солисткой военного оркестра Министерства обороны. Она также работает преподавателем истории искусств в Университете культуры и искусств, а также в Гимназии искусств. Профессор Бакинской музыкальной академии.

## Награды
- Заслуженный артист Азербайджана (1998)
- Народный артист Азербайджана (2003)[1]
- Персональная пенсия Президента Азербайджанской Республики (2006)[3]
- Медали Министерства обороны за безупречную службу.

## Семья
Зумруд Мамедова замужем. Дочь — Илаха Кисмет (Исрафилова) является композитором, лауреатом премии имени Кара Караева, симфоническим дирижёром и преподавателем в Академии музыки в Баку. Она также является автором многих проектов, таких как «Muğamatım bir dəryadır» (2014), «Dalğalansın bayraq» (Турция и Азербайджан, 2016), «Mən Vətən Torpağı, Vətən daşıyam» (2016), двухактного балета «Деде Горгуд» по мотивам одноимённого дастана (2018) и других. Её творческая деятельность поддерживается серией научных исследований, включая монографию «Основные особенности творчества Гюльназ Абдуллазаде» и множеством научных статей.
Зумруд Мамедова и Илаха Кисмет основали «Общественный союз по развитию международных культурных отношений и искусства» 22 февраля 2017 года. Зумруд Мамедова была избрана председателем организации в результате общего собрания.